# Werner Hartke
Werner Hermann Hartke (* 1. März 1907 in Eschwege; † 14. Juni 1993 in Berlin) war ein deutscher Altertumswissenschaftler und Wissenschaftsorganisator.

## Leben und Karriere
Werner Hartke war der Sohn des bekannten Altphilologen und Widerstandskämpfers gegen die Nazidiktatur Wilhelm Hartke und dessen Frau Tilly Hartke und Bruder des Geografen Wolfgang Hartke. Er studierte nach seinem Abitur von 1925 bis 1931 Klassische Philologie, Klassische Archäologie, Philosophie, Mathematik und Sport an der Berliner Universität. Die Turnlehrerprüfung legte er 1927 ab, die Promotion mit der auf Latein verfassten Dissertation De saeculi quarti exeuntis historiarum scriptoribus quaestiones folgte 1932. Anschließend war er dort bis 1933 wissenschaftlicher Assistent. 1934 wechselte Hartke als Lektor und außerplanmäßiger Oberassistent an die Albertus-Universität Königsberg. Zum 1. Mai 1937 trat er in die NSDAP ein (Mitgliedsnummer 5.775.911). Die Habilitation erfolgte 1939 zum Thema Geschichte und Politik im spätantiken Rom. Untersuchungen über die Scriptores historiae Augustae, danach wurde er daselbst Privatdozent. Zwischen 1939 und 1945 diente Hartke in der deutschen Wehrmacht, bei der er zuletzt den Rang eines Hauptmanns bekleidete. 1944 wurde er zum außerordentlichen Professor für klassische Philologie und zum Direktor des Instituts für Altertumskunde in Königsberg berufen.

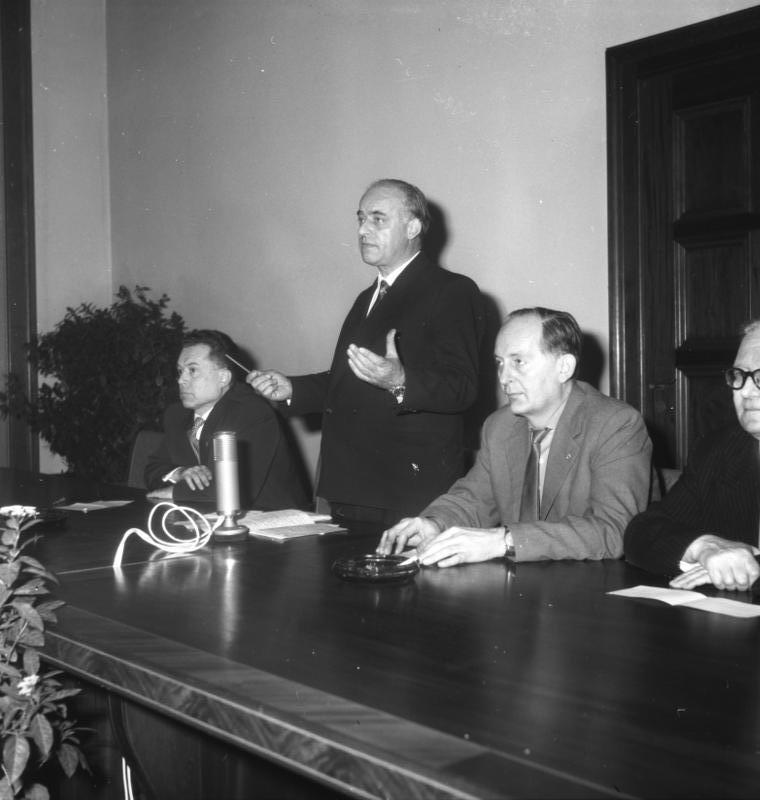
Werner Hartke (Mitte) mit Wilhelm Girnus (links) und Robert Havemann auf einem Studentenkongress gegen Atomrüstung 1959

Nach dem Krieg wurde Hartke 1945 wissenschaftlicher Assistent an der Georg-August-Universität Göttingen. Im selben Jahr trat er in die KPD ein, im Jahr darauf in die SED. 1948 nahm er den Ruf auf eine Professur für Klassische Philologie an die Universität Rostock an, 1950 wurde die Professur zu einem vollen Lehrstuhl erweitert. Von 1949 bis 1951 war Hartke Dekan der Rostocker Philosophischen Fakultät, seit 1950 zudem kommissarischer Leiter des seit dem Weggang von Ernst Hohl vakanten Lehrstuhls für Alte Geschichte. 1954 wurde er zum Prorektor für Forschungsangelegenheiten. Im Jahr 1955 wechselte er auf den Lehrstuhl für Lateinische Sprache und Literatur der Humboldt-Universität zu Berlin. Zugleich wurde er Direktor des Instituts für Altertumskunde an der Humboldt-Universität und war bis 1957 auch Dekan der philosophischen Fakultät. 1957 wurde Hartke Rektor und blieb es bis 1959. 1972 wurde er emeritiert.
Hartke war Mitglied mehrerer wissenschaftlicher Körperschaften. 1955 wurde er ordentliches Mitglied der Deutschen Akademie der Wissenschaften (DAW) und zwischen diesem Jahr und 1968 leitete er das Institut für griechisch-römische Altertumskunde. Zwischen 1958 und 1968 war er außerdem Präsident, 1968 bis 1972 Vizepräsident der DAW. 1963 wurde er Mitglied des Präsidialrates des Kulturbundes und Mitglied der SED-Bezirksleitung von Berlin. Auswärtiges Mitglied der Akademie der Wissenschaften der UdSSR und Vizepräsident der Deutsch-Arabischen Gesellschaft wurde Hartke 1966. Zudem war er auswärtiges Mitglied der Akademien Bulgariens, Ungarns und des Institut d’Égypte. Für die wichtigste althistorische Zeitschrift der DDR, Klio, fungierte er ab 1959 ebenso wie schon ab 1958 für die Deutsche Litteraturzeitung als Herausgeber.
Werner Hartke wurde vom Ministerium für Staatssicherheit als „Geheimer Mitarbeiter Sicherheit“ unter dem Decknamen „Heide“ geführt. Robert Havemann schilderte ihn 1970 in einem Artikel für den Spiegel als linientreuen Hardliner. Neben Personen wie Johannes Irmscher oder Joachim Herrmann war Hartke einer der wichtigsten Wissenschaftsorganisatoren im Bereich der Altertumswissenschaften in der DDR, was sich beispielsweise an drei Hartke zu Ehren durchgeführte Kolloquien festmachen lässt. Für einen Großteil des wissenschaftlichen Nachwuchses im Bereich der Altphilologie und der Alten Geschichte war Hartke Doktorvater oder einer der Gutachter bei der Promotion oder Habilitation.

## Schriften (Auswahl)
- Römische Kinderkaiser. Eine Strukturanalyse römischen Denkens und Daseins, Akademie, Berlin 1951 [auch: Darmstadt, Wissenschaftliche Buchgesellschaft 1972].
- Geschichte und Politik im spätantiken Rom. Untersuchungen über die Scriptores historiae Augustae, Scientia, Aalen 1962 (= Klio Beihefte, Bd. 45) [Nachdruck von 1940].